# Weil der Stadt
Weil der Stadt es una localidad alemana de aproximadamente 20.000 habitantes situada a 28 kilómetros al oeste de Stuttgart en el estado federado de Baden-Wurtemberg y la quinta mayor ciudad del distrito de Böblingen. Se la conoce como la puerta de la Selva Negra.

## Historia
Weil der Stadt se declaró ciudad libre imperial en el siglo XIII, aunque había existido durante siglos anteriores como un importante núcleo comercial.
Fue destruida en 1648 por las tropas francesas, a pesar de ser una ciudad católica, durante la guerra de los Treinta Años y posteriormente reconstruida. En 1803 se anexionó a Wurtemberg. 
Actualmente conserva edificios de aquella época y buena parte de sus fortificaciones. Es famosa por ser el lugar de nacimiento de Johannes Kepler.